# Temps de réponse (électronique)
Pour les articles homonymes, voir Temps de réponse.
Dans le domaine de l'électronique, le temps de réponse, ou temps de latence, est le décalage temporel entre une commande et la réalisation de celle-ci.

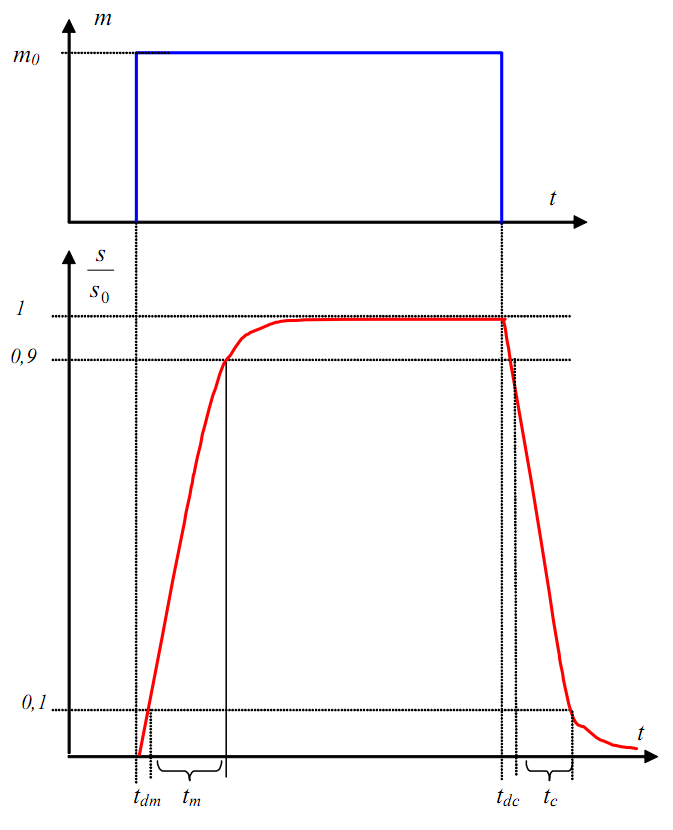
Diagrammes montrant le temps de réponse d'un système :
- En haut : en bleu la consigne
- en bas : en rouge la réponse du système piloté.

## Pour un écran à cristaux liquides
Le temps de réponse d'un écran à cristaux liquides (LCD) est le temps que met un pixel à réagir à un changement de valeur électrique. Il dépend de la viscosité du cristal, et peut provoquer par exemple des effets de rémanence dont la trainée est visible lors de mouvements de déplacement rapides.

## Pour un capteur
Le temps de réponse est la durée qui s’écoule après une variation brusque souvent testé à l'aide d'une fonction de Heaviside permettant de contrôler la réaction d'un système.
Dans l’image ci-contre :
- tdm : temps de retard à la montée ou délai de montée. Temps nécessaire pour que la grandeur de sortie augmente, à partir de sa valeur initiale, de 10 % de sa variation totale.
- tm : temps de montée. Intervalle de temps correspondant à la croissance de s de 10 % à 90 % de sa variation totale.
- tdc : temps de retard à la chute ou délai de chute. Temps nécessaire pour que la grandeur de sortie s diminue, à partir de sa valeur initiale, de 10 % de sa variation totale.
- tc : temps de chute. Intervalle de temps correspondant à la décroissance de  s de 10 % à 90 % de sa variation totale.

```
temps de réponse = tdm + tm
```